# RAN
RAN – indonezyjski zespół muzyczny założony w 2006 r. w Dżakarcie. W swojej twórczości łączą elementy różnych stylów muzycznych.
W skład zespołu wchodzi trzech muzyków: Asta, Nino i Rayi Putra Rahardjo. W 2008 roku wydali swój debiutancki album pt. RAN For Your Life, który stał się sukcesem komercyjnym i przyniósł im szerszą rozpoznawalność w kraju. Wypromowali przeboje „Dekat di Hati” i „Pandangan Pertama”.
W 2017 roku zostali laureatami Anugerah Musik Indonesia (AMI Awards) w kategorii najlepszy album popowy.

## Dyskografia
Albumy studyjne
| Tytuł             | Dane nt. albumu                                                                                         |
| ----------------- | --- |
| RAN For Your Life | - Data wydania: grudzień 2007 - Wytwórnia: Universal Music Indonesia - Format: CD, digital download     |
| Friday            | - Data wydania: 13 sierpnia 2009 - Wytwórnia: Universal Music Indonesia - Format: CD, digital download  |
| HOP3              | - Data wydania: 3 marca 2011 - Wytwórnia: Universal Music Indonesia - Format: CD, digital download      |
| Hari Baru         | - Data wydania: 18 listopada 2013 - Wytwórnia: Universal Music Indonesia - Format: CD, digital download |
| RAN               | - Data wydania: 18 listopada 2016 - Wytwórnia: Orange Records - Format: CD, digital download            |